# Erer
Erer è una delle zone amministrative in cui è suddivisa la Regione dei Somali in Etiopia.

## Woreda
La zona è composta da 7 woreda:
1. Fik
2. Hamero
3. Lagahida
4. Meyumuluka
5. Qubi
6. Wangey
7. Yahob